# Groningen (municipi)

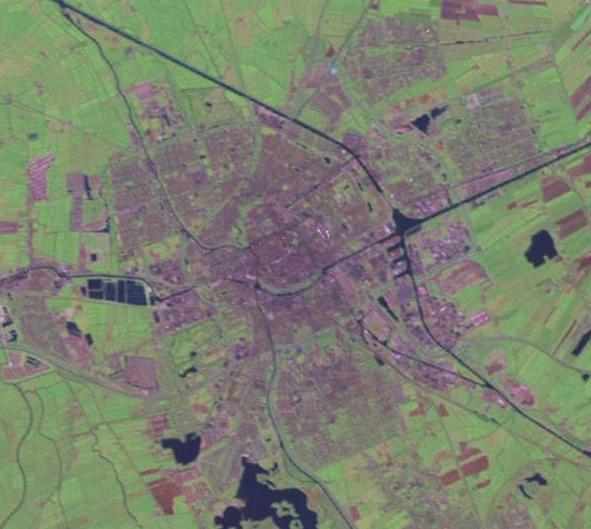
Groningen

Groningen és un municipi de la província homònima, al nord dels Països Baixos. L'1 d'abril de 2011 tenia 190.334 habitants repartits per una superfície de 83,69 km² (dels quals 5,63 km² corresponen a aigua).

## Nuclis de població
| - Dorkwerd - Engelbert - Euvelgunne - Groningen - Hoogkerk - Leegkerk - Middelbert |  | - Noorddijk - Noorderhoogebrug - Oosterhoogebrug - Roodehaan - Ruischerbrug - Slaperstil - Vierverlaten |

## Demografia
| Evolució històrica de la població                                | Evolució històrica de la població | Evolució històrica de la població | Evolució històrica de la població |
| Any                                                              | Població                          | Any                               | Població                          |
| ---------------------------------------------------------------- | --------------------------------- | --------------------------------- | --------------------------------- |
| 1795                                                             | 23.770                            | 1930                              | 105.146                           |
| 1830                                                             | 30.260                            | 1947                              | 132.021                           |
| 1840                                                             | 33.484                            | 1956                              | 142.561                           |
| 1849                                                             | 33.694                            | 1960                              | 145.125                           |
| 1859                                                             | 35.502                            | 1971                              | 169.385                           |
| 1869                                                             | 37.984                            | 1980                              | 162.952                           |
| 1879                                                             | 46.058                            | 1990                              | 168.702                           |
| 1889                                                             | 56.018                            | 2000                              | 174.250                           |
| 1899                                                             | 66.537                            | 2004                              | 180.604                           |
| 1909                                                             | 74.613                            | 2006                              | 181.613                           |
| 1919                                                             | 87.594                            | 2008                              | 182.484                           |
| 1920                                                             | 90.778                            | 2011                              | 190.334                           |
| Font 1: www.volkstellingen.nl (1971) Font 2: CBS Statline (1971) |                                   |                                   |                                   |

## Administració
El consistori actual és dirigit pel socialista Peter Rehwinkel. Des de les eleccions municipals de 2010, el consistori consta de 39 membres, compost per:
- Partit del Treball, (PvdA) 9 escons
- Partit Popular per la Llibertat i la Democràcia, (VVD) 6 escons
- Esquerra Verda 5 escons
- Stadspartij Groningen, 5 escons
- Partit Socialista, (SP) 4 escons
- Demòcrates 66, 4 escons
- Crida Demòcrata Cristiana, (CDA) 2 escons
- ChristenUnie, 2 escons
- Student en Stad, 1 escó
- Partit pels Animals, 1 escó